# Prime Minister's Literary Awards
Prime Minister's Literary Awards (PMLA) är ett australiskt litteraturpris som delas ut sedan slutet av 2007 efter det årets federala val. Det instiftades av regeringen Rudd, och administreras av landets kulturdepartement. Priset delas ut årligen, och var först 100 000 australiska dollar - därmed det största litteraturpriset i Australien - men delades 2011 upp till 80 000 dollar för varje kategorivinnare och 5 000 för upp till fyra nominerade bidrag. Först gavs det ut i fyra kategorier: fiktion, icke-fiktion, ungdomslitteratur samt barnlitteratur, och valdes ut av tre paneler. 2012 lades poesi till, och även Prime Minister's Prize for Australian History inkorporerades. Författare, utgivare och litteraturagenter får nominera verk som publicerats under kalenderåret innan priset ges ut.